# Bezirk Dendermonde
Der Bezirk Dendermonde ist einer von sechs Bezirken (Arrondissements) in der belgischen Provinz Ostflandern. Er umfasst eine Fläche von 342,47 km² mit 207.562 Einwohnern (Stand: 1. Januar 2024) in zehn Gemeinden.

## Gemeinden im Bezirk Dendermonde
| Gemeinde           | Einwohner 1. Januar 2024 | Fläche km² | Dichte Einw./km² | NIS- Code | Postleitzahl |
| ------------------ | ------------------------ | ---------- | ---------------- | --------- | ------------ |
| Berlare            | 15.486                   | 37,82      | 409              | 42003     | 9290         |
| Buggenhout         | 14.957                   | 25,25      | 592              | 42004     | 9255         |
| Dendermonde        | 47.185                   | 55,67      | 848              | 42006     | 9200         |
| Hamme              | 25.554                   | 40,21      | 636              | 42008     | 9220         |
| Laarne             | 12.532                   | 32,07      | 391              | 42010     | 9270         |
| Lebbeke            | 20.059                   | 26,92      | 745              | 42011     | 9280         |
| Waasmunster        | 11.296                   | 31,93      | 354              | 42023     | 9250         |
| Wetteren           | 26.960                   | 36,68      | 735              | 42025     | 9230         |
| Wichelen           | 12.032                   | 22,87      | 526              | 42026     | 9260         |
| Zele               | 21.501                   | 33,06      | 650              | 42028     | 9240         |
| Bezirk Dendermonde | 207.562                  | 342,48     | 606              | 42000     | –            |